# Bilka (warenhuisketen)
Bilka was een laaggeprijsde warenhuisketen opgericht door de Duitse warenhuisgroep Hertie. De Bilka-warenhuizen bestonden van 1952 tot 1996. Op haar hoogtepunt in 1986 had de keten 53 vestigingen in West-Duitsland en West-Berlijn. "Bilka" is een acroniem van "Billig Kaufhaus".

## Geschiedenis
Op 27 juni 1952 werd de eerste vestiging geopend in Berlijn. Bilka richtte zich met  haar warenhuisformule op wijken en kleine steden en maakte tot begin jaren 70 ook winst. In 1972 werd voor het laatst een positieve balans gepresenteerd, waarna de keten geen significante winsten meer kon rapporteren. In de jaren 80 nam Bilka afscheid van 13 vestigingen (waarvan 4 Bilka-Textil-vestigingen). Daarmee bleven er nog 33 Bilka(-Textil)-vestigingen en 7 Preisland-SB over.
In 1989 besloot het moederbedrijf Hertie de verlieslatende keten te verkopen. Van de over gebleven 40 vestigingen zouden er 30 verkocht kunnen worden. Vijf Berlijnse vestigingen werden niet verkocht en werden tussen 1990 en 1994 tegen hoge kosten omgebouwd tot Hertie. Als gevolg van de overname van Hertie door Karstadt AG werden er geen verdere filialen omgebouwd tot Hertie. De 30 verkochte filialen werden verdeeld tussen Woolworth (16 filialen) en Kaufhalle (14 filialen). Onder de verkochte vestigingen bevonden zich alle zeven vestigingen van de formule Preisland-SB, die nog maar kort daarvoor was opgericht.
Een vestiging werd geïntegreerd in de discountformule “FOX” van Karstadt en drie vestigingen werden omgevormd tot “Karstadt Sport”. Het laatste Bilka-filiaal sloot in 1996. Hiermee kwam na meer dan 40 jaar geschiedenis een einde aan het bestaan van deze warenhuisketen.

## De drie formules van Bilka

### Bilka (1952-1996)
Bilka was de laaggeprijsde warenhuisformule met winkels die vaak meer dan één verkoopvloer hadden. Meerdere filialen waren "echte" Hertie-warenhuizen geweest voordat ze werden omgebouwd tot Bilka. De meeste waren echter opgericht als Bilka. De naam Bilka bestond van 1952 tot 1996.

### Bilka Textiel (1960-1990)
Bilka-Textil waren wat kleinere filialen die vooral textiel verkochten. 

### Preisland Stad SB (1986-1990)
De divisie Preisland City-SB werd in 1986 opgericht door Hertie Waren- und Kaufhaus GmbH. Dit waren voormalige Bilka- en Hertie-vestigingen die vrijwel geheel zelfbediening waren. Het zelfbedieningsconcept Preisland City-SB was het binnenstedelijke antwoord van Hertie op de zelfbedieningswarenhuizen die aan de rand van de stad werden gebouwd, zoals Allkauf. In totaal zijn zeven filialen omgebouwd tot het Preisland City-SB concept. Het filiaal in Oldenburg werd in december 1990 als enige heropend als Hertie-warenhuis, maar werd op 31 juli 1993 alweer gesloten. Tegenwoordig staat op deze locatie het City Center Oldenburg. 